# Annie Francé-Harrar
Annie Francé-Harrar (née le 2 décembre 1886 à Munich et morte le 23 janvier 1971 à Hallein, en Autriche) est une biologiste et une écrivaine autrichienne.
Francé-Harrar a créé les bases scientifiques de la culture de l'humus et du compost avec son deuxième mari Raoul Heinrich Francé, qu'elle a développé de manière indépendante après sa mort en 1943. Au cours de sa vie, elle a écrit quarante-sept livres, environ 5 000 articles dans la presse germanophone et donné plus de 500 conférences, notamment à la radio.

## Œuvre
Son roman Les Âmes de feu, paru en 1920 et appartenant au genre de la climate fiction, raconte la destruction de l'environnement par l'être humain

### Traductions en français
- Les Âmes de feu [« Die Feuerseelen »]  (trad. de l'allemand par Erwann Perchoc), Paris, Belfond, septembre 2024, 224 p. (ISBN 9782714498403, présentation en ligne).